# 92578 Benecchi
92578 Benecchi è un asteroide della fascia principale. Scoperto nel 2000, presenta un'orbita caratterizzata da un semiasse maggiore pari a 2,3968875 au e da un'eccentricità di 0,2092706, inclinata di 2,46107° rispetto all'eclittica.
L'asteroide è dedicato a Robert J. Benecchi, marito della scopritrice.